# Focke-Wulf Fw 61
O Focke-Wulf Fw 61 foi o primeiro helicóptero totalmente controlável. O seu primeiro voo ocorreu em 1936, pilotado por Ewald Rohlfs. O nome mais adequado para este helicóptero é Fa 61, já que era uma aeronave de pesquisa da Focke Achgelis.
Apenas dois helicópteros foram produzidos e, em 1938, Hanna Reitsch fez uma demonstração do Fa 61 no estádio Deutschlandhalle, em Berlim, na Alemanha. Posteriormente, foram batidos diversos recordes de altitude, velocidade e duração de voo, com um recorde de altitude de 3 427 m e um voo em linha reta de 230 km.

## Especificações (Fw 61)

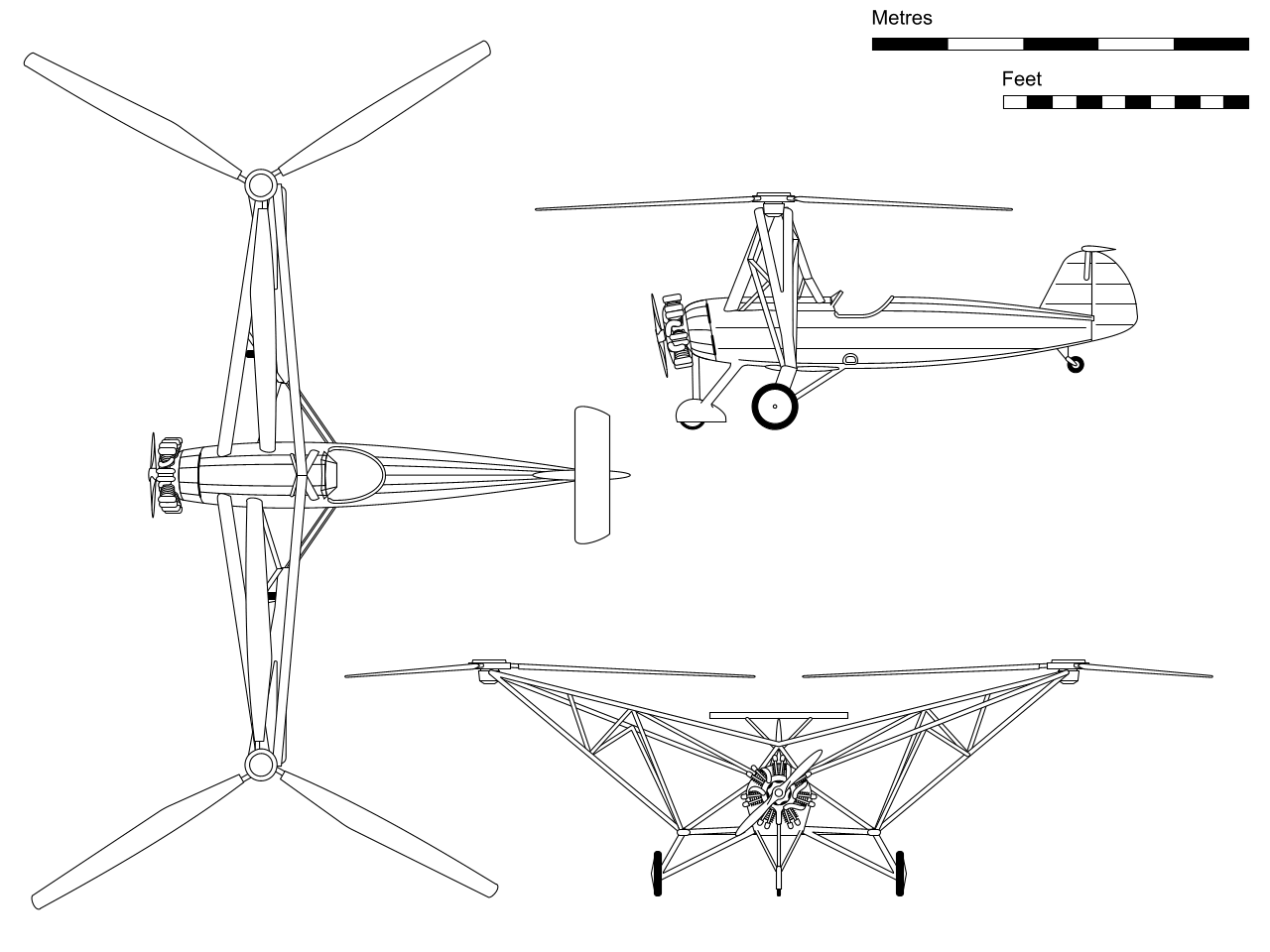
Três vistas do Fw 61 V2